# Aphis solidagophila
Aphis solidagophila är en insektsart som beskrevs av Pashtshenko 1992. Aphis solidagophila ingår i släktet Aphis och familjen långrörsbladlöss. Inga underarter finns listade i Catalogue of Life.